# Macrocera apicalis
Macrocera apicalis är en tvåvingeart som beskrevs av Hoffmeister 1844. Macrocera apicalis ingår i släktet Macrocera och familjen platthornsmyggor. Inga underarter finns listade i Catalogue of Life.